# André Texeira
André Texeira (Río de Janeiro, Brasil, 24 de abril de 1974) es un nadador brasileño retirado especializado en pruebas de estilo libre, donde consiguió ser medallista de bronce mundial en 1994 en los 4x100 metros estilo libre.

## Carrera deportiva
En el Campeonato Mundial de Natación de 1994 celebrado en Roma, ganó la medalla de bronce en los relevos de 4x100 metros estilo libre, con un tiempo de 3:19.35 segundos, tras Estados Unidos (oro con 3:16.90 segundos) y Rusia (plata con 3:18.12 segundos).